# Basra (kortspel)
Basra är ett egyptiskt och libanesiskt kortspel, och är ett vida populärt tidsfördriv på gatukaféerna i Mellanöstern.
Spelet liknar det i västvärlden kända kortspelet kasino, och går precis som detta spel ut på att vinna kort, som är utlagda på bordet, genom att matcha dem mot kort på handen med motsvarande siffervärden. Ett par olikheter mot kasino är till exempel att kungarna och damerna inte har några siffervärden och endast kan tas med andra kungar och damer, och att man med en knekt eller rutersjua på hand kan ta hem samtliga kort som för tillfället ligger på bordet. 